# Lajos Portisch
Lajos Portisch [ˈlɒjoʃ ˈportiʃ] (* 4. April 1937 in Zalaegerszeg) ist ein ungarischer Schachspieler.

## Leben

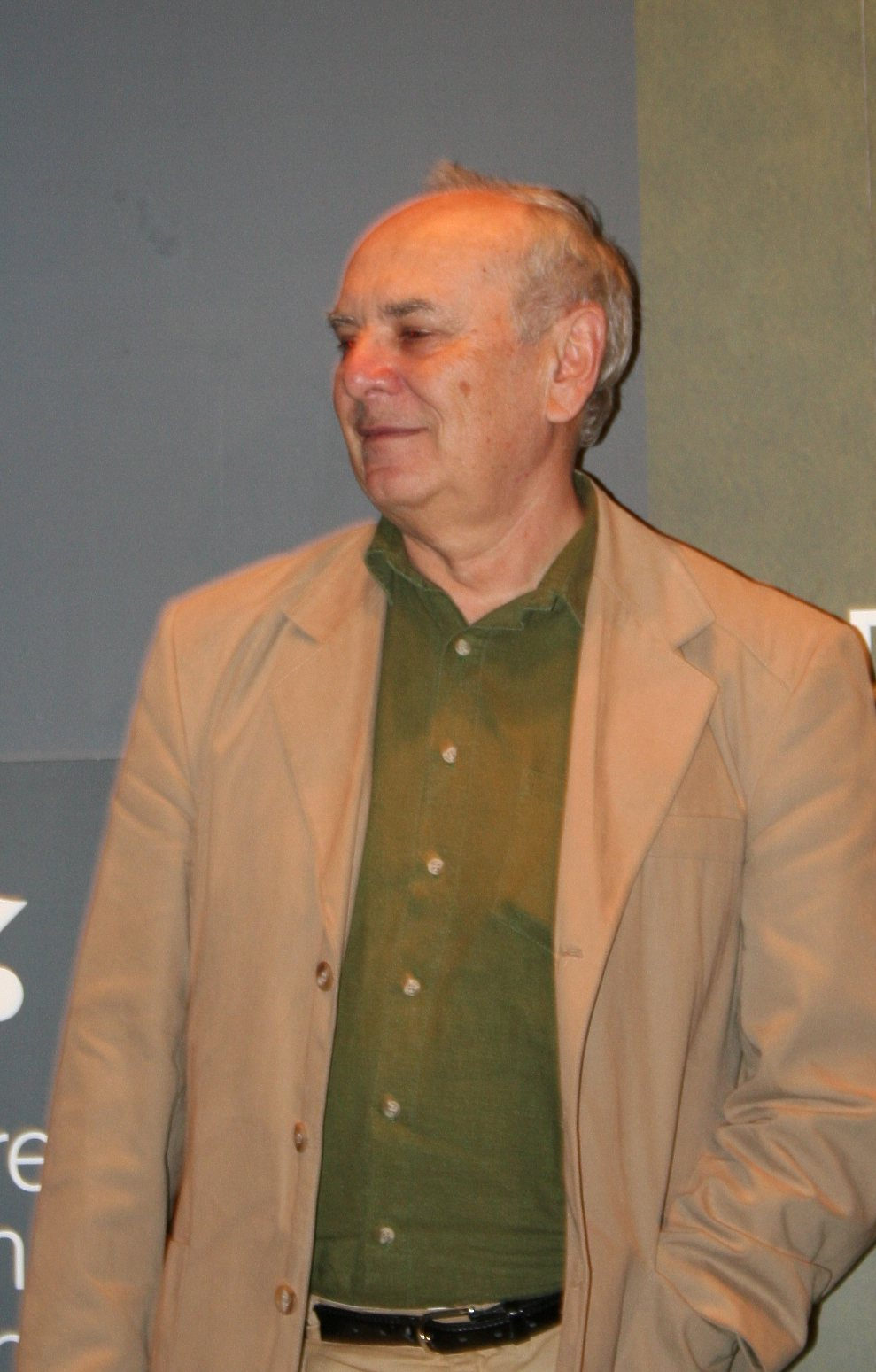
Lajos Portisch (Aufnahme von 2005)

Lajos Portisch erlernte das Schachspiel im Alter von 12 Jahren und verbesserte sich kontinuierlich. 1955 nahm er an der Jugend-Weltmeisterschaft in Antwerpen teil und belegte dort den 4. Platz. 1958 erhielt er den Titel eines Internationalen Meisters.

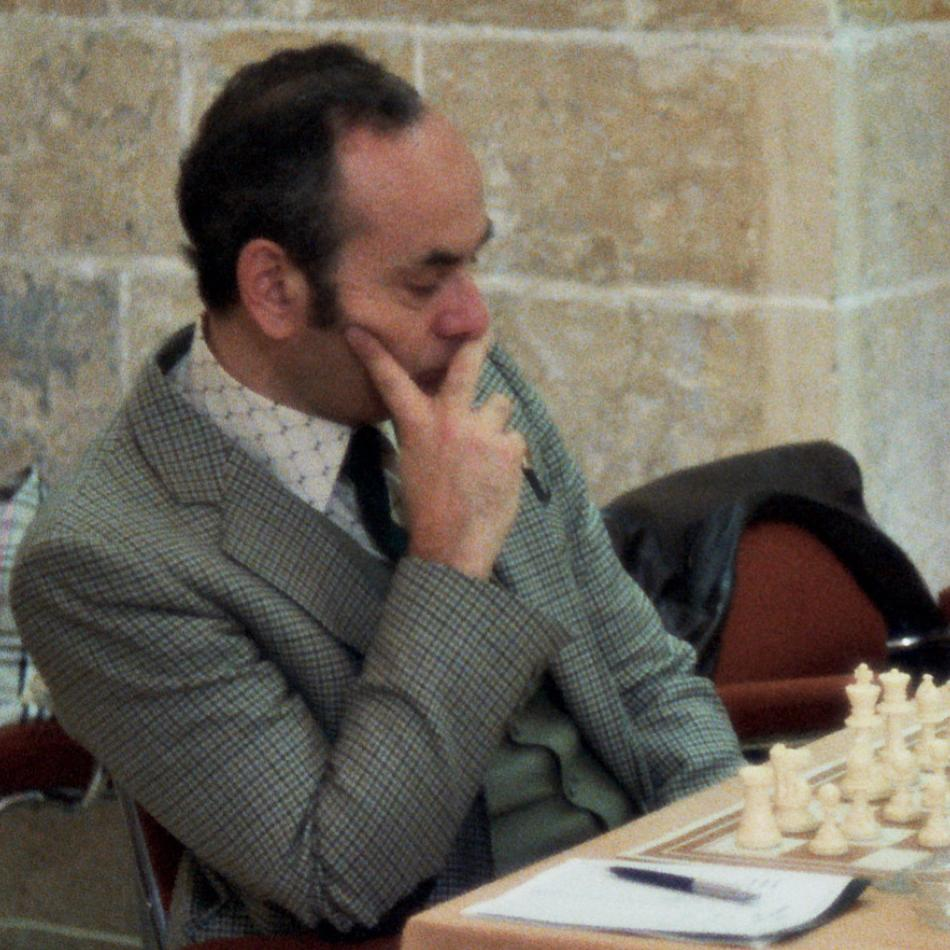
Portisch während der Schacholympiade 1980 in Valletta auf Malta

Zwischen 1958 und 1981 gewann er neun Mal die ungarische Meisterschaft. Seit 1961 ist er Großmeister. Zwischen 1965 und 1989 qualifizierte sich Portisch sieben Mal für das Kandidatenturnier und gelangte dort 1977 und 1980 bis ins Halbfinale. Er gilt als hervorragender Positionsspieler und auch als einer der fleißigsten Großmeister. Eigener Aussage nach beschäftigte er sich über viele Jahre täglich acht Stunden mit Schach. Zusammen mit Balázs Sárközy veröffentlichte er 1986 ein Buch mit dem Titel 600 Endspiele ISBN 3-87144-810-9.
2002 wurde Portisch zum Ehrenmitglied des Weltschachbundes FIDE ernannt. Er hat in Ungarn im Jahr 2004 die höchste sportliche Auszeichnung erhalten, er ist Sportler der Nation geworden. 2016 wurde ein Asteroid nach Lajos Portisch benannt: (154493) Portisch.
Sein jüngerer Bruder Ferenc (* 9. April 1939) ist ebenfalls Schachspieler und trägt den Titel eines Internationalen Meisters.

## Partiebeispiel
|   | a | b | c | d | e | f | g | h |   |
| 8 |   |   |   |   |   |   |   |   | 8 |
| 7 |   |   |   |   |   |   |   |   | 7 |
| 6 |   |   |   |   |   |   |   |   | 6 |
| 5 |   |   |   |   |   |   |   |   | 5 |
| 4 |   |   |   |   |   |   |   |   | 4 |
| 3 |   |   |   |   |   |   |   |   | 3 |
| 2 |   |   |   |   |   |   |   |   | 2 |
| 1 |   |   |   |   |   |   |   |   | 1 |
|   | a | b | c | d | e | f | g | h |   |

In der folgenden Partie besiegte Portisch mit den weißen Steinen in Moskau 1967 den Weltmeister Petrosjan in einer gut geführten Angriffspartie.
Portisch–Petrosjan 1:0
Moskau, 26. Mai 1967
Slawische Verteidigung, D10
1. d4 d5 2. c4 c6 3. cxd5 cxd5 4. Sc3 Sf6 5. Sf3 Sc6 6. Lf4 e6 7. e3 Ld6 8. Lg3 0–0 9. Ld3 Te8 10. Se5 Lxe5 11. dxe5 Sd7 12. f4 Db6 13. 0–0 Dxe3+ 14. Kh1 Db6 15. Dh5 Sf8 16. Tf3 Sg6 17. Lf2 Dd8 18. Sb5 Sce7 19. Sd6 Ld7 20. Lh4 Db6 21. Th3 h6 22. Lf6 Dxb2 23. Tf1 Sf5 24. Lxf5 1:0

## Nationalmannschaft
Zwischen 1956 und 2000 nahm Portisch für Ungarn an 20 Schacholympiaden teil und stellte dabei mehrere Rekorde auf: Meiste Teilnahmen (20; inzwischen wurde der Rekord von Eugenio Torre überboten, der 2012 seine 21. Schacholympiade spielte und auch 2014 und 2016 teilnahm), gespielte Partien (260; auch dieser Rekord wurde inzwischen von Eugenio Torre überboten, der es nach der Schacholympiade 2016 auf 270 Partien brachte) und erzielte Punkte (176,5). Größter Erfolg mit der Nationalmannschaft war der Gewinn der Schacholympiade 1978 in Buenos Aires vor dem favorisierten sowjetischen Team, außerdem erreichte er mit der Mannschaft drei zweite (1970 in Siegen, 1972 in Skopje und 1980 in Valletta) und zwei dritte (1956 in Moskau und 1966 in Havanna) Plätze. In der Einzelwertung erreichte er 1988 am ersten und 1994 am zweiten Brett jeweils den zweiten Platz sowie 1964 am ersten Brett den dritten Platz. 1988 und 1994 erzielte er außerdem jeweils die drittbeste Elo-Leistung aller Teilnehmer.
Außerdem erreichte er bei der Mannschaftsweltmeisterschaft 1985 den zweiten Platz und nahm zwischen 1961 und 1992 an acht Mannschaftseuropameisterschaften teil. Er erreichte mit der Mannschaft drei zweite (1970, 1977 und 1980) und vier dritte (1961, 1965, 1973 und 1983) Plätze, in der Einzelwertung erreichte er 1961 am zweiten und 1983 am ersten Brett jeweils das beste Einzelergebnis, 1965 und 1977 das zweitbeste sowie 1970, 1973 und 1980 das drittbeste Ergebnis am Spitzenbrett.
1970 wurde Portisch für den Wettkampf UdSSR gegen den Rest der Welt nominiert und besiegte am dritten Brett Viktor Kortschnoi mit 2,5:1,5.

## Vereine
Portisch spielte früher für den MTK Budapest FC, mit dem er zwischen 1979 und 1990 viermal am European Club Cup teilnahm, später bis 2006 für den Csuti Antal SK Zalaegerszeg, mit dem er 2002, 2003, 2004, 2005, 2006 ungarischer Mannschaftsmeister wurde und zwischen 2001 und 2005 viermal am European Club Cup teilnahm, und von 2009 bis 2012 für die Mannschaft von Aquaprofit NTSK, mit der er 2010, 2011 und 2012 Meister wurde.

## Werke
- My Secrets in the Ruy Lopez. Gambit Verlag, London 2017, ISBN 1-911465-11-2.